# Cabriès
Cabriès [kabʁijɛs] (Cabriés en provençal) est une commune française, située dans le département des Bouches-du-Rhône en région Provence-Alpes-Côte d'Azur.
Le nom des habitants de Cabriès n’a jamais été officialisé bien que les recherches tendent plutôt vers le gentilé Cabries(s)iens. La commune de Cabriès regroupe aussi le village de Calas.

## Géographie

### Localisation
La commune de Cabriès se situe dans une zone de collines comprise entre le plateau de l'Arbois au nord-ouest et la chaîne de l'Étoile au sud-est. Le chef-lieu est établi sur un piton à 250 mètres d'altitude, tandis que le reste de la commune est situé entre 120 et 200 mètres. Cette situation fait que le village est très exposé aux vents, et notamment au mistral, ce qui lui donne un climat chaud et sec en été, mais froid en hiver. L'influence de la mer pourtant proche (dix kilomètres à vol d'oiseau) ne s'y fait guère sentir.
| Aix-en-Provence | Aix-en-Provence     | Aix-en-Provence |
| Aix-en-Provence | Cabriès             | Bouc-Bel-Air    |
| Vitrolles       | Les Pennes-Mirabeau | Bouc-Bel-Air    |

### Climat
Pour des articles plus généraux, voir Climat de Provence-Alpes-Côte d'Azur et Climat des Bouches-du-Rhône.
En 2010, le climat de la commune est de type climat méditerranéen franc, selon une étude du Centre national de la recherche scientifique s'appuyant sur une série de données couvrant la période 1971-2000. En 2020, Météo-France publie une typologie des climats de la France métropolitaine dans laquelle la commune est exposée à un climat méditerranéen et est dans la région climatique Provence, Languedoc-Roussillon, caractérisée par une pluviométrie faible en été, un très bon ensoleillement (2 600 h/an), un été chaud (21,5 °C), un air très sec en été, sec en toutes saisons, des vents forts (fréquence de 40 à 50 % de vents > 5 m/s) et peu de brouillards.
Pour la période 1971-2000, la température annuelle moyenne est de 14,1 °C, avec une amplitude thermique annuelle de 16,4 °C. Le cumul annuel moyen de précipitations est de 602 mm, avec 6 jours de précipitations en janvier et 1,7 jours en juillet. Pour la période 1991-2020, la température moyenne annuelle observée sur la station météorologique de Météo-France la plus proche, « Mimet », sur la commune de Mimet à 11 km à vol d'oiseau, est de 13,3 °C et le cumul annuel moyen de précipitations est de 725,2 mm. 
La température maximale relevée sur cette station est de 39,1 °C, atteinte le 28 juin 2019 ; la température minimale est de −13,4 °C, atteinte le 7 février 2012,,.
Les paramètres climatiques de la commune ont été estimés pour le milieu du siècle (2041-2070) selon différents scénarios d'émission de gaz à effet de serre à partir des nouvelles projections climatiques de référence DRIAS-2020. Ils sont consultables sur un site dédié publié par Météo-France en novembre 2022.

### Géologie
Cabriès est situé sur le versant nord du massif de l'Étoile. On note deux systèmes d'orientation des collines quasi orthogonaux :
- un système parallèle au Vallat sur la partie Nord (Calas) qui fait partie d'un système allant jusqu'à l'Arc, avec à l'ouest le plateau de l’Arbois et à l'est la plaine des Milles et la colline du Serre
- et un système parallèle à l’Étoile coté Plan de Campagne / Arbois qui se poursuit plus ou moins jusqu'au Vallat et au passage de l'autoroute (cluse) pour se poursuivre vers Bouc et son piton frère et au delà.

Des strates plissées de l'ère secondaire sont bien visibles sous la chapelle de la Trébillane, en face de l'église, mais de nombreuses autres particularités géologiques sont à noter. La cote 223, à 700m à l'est du piton de Cabriès, au-dessus de l'impasse d'Argème est ainsi exempte de végétation et offre une vision directe du socle rocheux calcaire blanc pur des falaises (ainsi qu'un magnifique point de vue), complété par le ravinement nord où les teintes rouges prennent le pas jusqu'à la petite plaine de l'ancien golf. Ces falaises reprennent sur la colline en face pour offrir un sentier très particulier qui mène jusqu'à la route de Rans. On passe de surplomb en surplomb, avec des petites grottes et autres « fromages » du Couladou. Le défilé de la route de Rans est lui aussi spectaculaire et inattendu.
Le côté sud de ces collines offre aussi des petites barres rocheuses avec des surplombs ayant servi d'abris (qui sont repris dans la partie histoire).
La tradition rapporte des faits surprenants quant au régime hydrographique, tel l'établissement de lavandières réputées jusque Marseille, au Couladou, mais aussi à Fontaube et à Fontrouge (Calas) qui laisse supposer des débits supérieurs à ceux observés aujourd'hui. La présence d'eau est fortement liée au relief karstique qui permet sa circulation dans le sous-sol du massif de l'Étoile, mais aussi à la présence d'argile, noire pour celle exploitée pour la fabrication du ciment à moins de deux km au sud, orange ou rouge pour celle que l'on trouve sur la colline de  Champouse. Cette présence d'argile et ses phases d'expansion/retrait placent les plaines de Cabries dans la zone à risque comme toutes les plaines de la région.
En 1895, à Calas, la faiblesse des sources a conduit à l'établissement d'une conduite d'eau depuis le bassin du Réaltort.
Le sous-sol recélerait des ressources en charbon (bassin de Gardanne) qui ont amené les Charbonnages de France à s'y intéresser un temps. Selon le père Rey, une mine de lignite aurait existé à Plan de Campagne fin XIXe début XXe siècle, sans succès.

### Hydrographie
Le  Grand vallat est le principal cours d'eau arrosant la commune, Vallat désignant un cours d'eau, terme repris pour de nombreux autres cours d'eau de la région. Il descend du bassin de Simiane depuis Mimet et récupère toutes les eaux de cette partie du versant de l’Étoile.
Plusieurs autres ruisseaux drainent la plaine du pied de l’Étoile, creusant la barre des collines sud pour couler dans l'axe des collines nord. Le premier, le ruisseau de Baume-Barragne (Vallat de Beaume Barragne sur les cartes d'état major) draine Plan de Campagne, traverse le système de colline sud puis les plaines d'Arbois, longe le champ de course où il a débordé de nombreuses fois pour rejoindre le Réaltort. Il y participerait à la résurgence de l'infernet. Le ruisseau partant de la Foraine draine aussi Fontaube pour se diriger vers Calas. Ses caprices ont conduit à l'aménager sous le carrefour D8/D543, en une plaine de jeux avec digue de rétention. Selon les cartes on le retrouve sous le nom de ruisseau de Fontaube, Vallat de Calas et même torrent, puis fossé de vidange sur les cartes d'état major. Le troisième, jonction du Couladou et du ruisseau de Rans est alimenté par le bassin humide au sud du Verger où la présence de prêle est significative. Il figure sur les cartes d'état-major sous le nom de Vallat de Planque. Ces trois ruisseaux collectent les eaux de cette partie du versant de l’Étoile jusque Septemes.
La plaine de Calas était déjà drainée dans la période romaine autour de la villa romaine de Trebillane et toute la partie contigüe au Grand Vallat est classée zone inondable.

## Urbanisme

### Typologie
Au 1er janvier 2024, Cabriès est catégorisée ceinture urbaine, selon la nouvelle grille communale de densité à 7 niveaux définie par l'Insee en 2022.
Elle appartient à l'unité urbaine de Marseille-Aix-en-Provence, une agglomération inter-départementale dont elle est une commune de la banlieue,. Par ailleurs la commune fait partie de l'aire d'attraction de Marseille - Aix-en-Provence, dont elle est une commune de la couronne,. Cette aire, qui regroupe 115 communes, est catégorisée dans les aires de 700 000 habitants ou plus (hors Paris),.

### Occupation des sols
L'occupation des sols de la commune, telle qu'elle ressort de la base de données européenne d’occupation biophysique des sols Corine Land Cover (CLC), est marquée par l'importance des forêts et milieux semi-naturels (46,9 % en 2018), en diminution par rapport à 1990 (50,3 %). La répartition détaillée en 2018 est la suivante : 
zones urbanisées (22,1 %), milieux à végétation arbustive et/ou herbacée (22,1 %), forêts (21,9 %), zones agricoles hétérogènes (10,6 %), terres arables (9,4 %), zones industrielles ou commerciales et réseaux de communication (5,7 %), espaces verts artificialisés, non agricoles (3,8 %), espaces ouverts, sans ou avec peu de végétation (3 %), eaux continentales (1,5 %). L'évolution de l’occupation des sols de la commune et de ses infrastructures peut être observée sur les différentes représentations cartographiques du territoire : la carte de Cassini (XVIIIe siècle), la carte d'état-major (1820-1866) et les cartes ou photos aériennes de l'IGN pour la période actuelle (1950 à aujourd'hui).

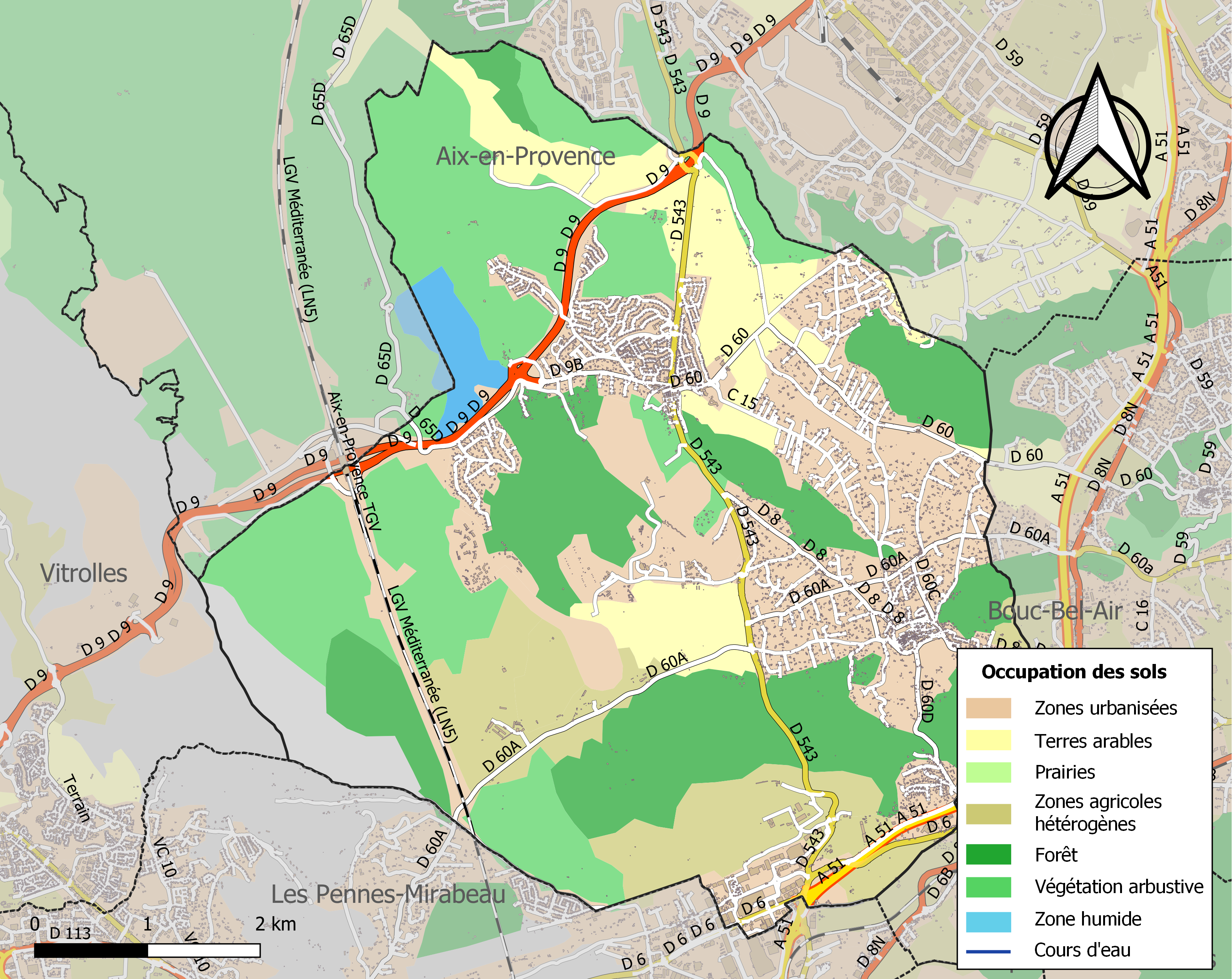
Carte des infrastructures et de l'occupation des sols de la commune en 2018 (CLC).

### Voies de communication et transports

#### Voies routières
Cabriès est située sur l'ancienne RN 543 (actuelle RD 543), qui relie Sault à Septèmes-les-Vallons.
Cabriès est à 5 kilomètres de la bretelle autoroutière de Plan de Campagne (sortie 1), située sur l'autoroute A51, qui assure une communication rapide vers le sud en direction de Marseille et vers le nord en direction d'Aix-en-Provence, Manosque, Sisteron et Gap.
Les accès secondaires sont assurés par la RD 8 qui relie Cabriès à Calas au nord-ouest, à l'est, Bouc-Bel-Air, la RD 60a reliant Cabriès aux Pennes-Mirabeau au sud-ouest, mais aussi à l'ouest, Bouc-Bel-Air , et la RD 60b qui relie également Bouc-Bel-Air, au sud.

#### Services autocar

##### Lignes départementales
La ville est aussi desservi par 1 ligne départementale, mais aussi par le TAD, bus à la demande permettant de rallier facilement les centres commerciaux, les villes voisines ou même la gare TGV depuis les nombreux arrêts sur le territoire de la commune.
| Ligne | Tracé                                                                                                 |
| ----- | --- |
| 53    | Aix-en-Provence, Europole de l'Arbois ↔ Cabriès ↔ Plan de Campagne ↔ Septèmes-les-Vallons ↔ Marseille |

##### Lignes intercommunales
Le village est aussi relié par 1 ligne intercommunale, réseau Pays d'Aix mobilité :
| Ligne | Tracé                                                                |
| ----- | -------------------------------------------------------------------- |
| 200   | Aix-en-Provence ↔ Les Milles ↔ Calas ↔ Cabriès ↔ Les Pennes-Mirabeau |

#### Transports ferroviaires
La gare d'Aix-en-Provence TGV, sur la ligne à grande vitesse Paris - Marseille, est située à la limite de la commune, à 3 kilomètres à l'ouest de Calas. Plusieurs dizaines de trains la desservent quotidiennement en direction de Paris, Lyon, Strasbourg, Lille, et la Côte d'Azur.
La gare de Bouc - Cabriès, sur la ligne de Marseille à Aix-en-Provence et Briançon, à 2 kilomètres au sud du chef-lieu, est fermée au service des voyageurs. Les gares les plus proches de Cabriès sur cette ligne sont celles de Septèmes, au sud, et de Simiane, à l'est, à 5 kilomètres chacune de Cabriès. Les deux sont desservies à raison de 2 ou 3 trains par heure dans chaque sens.

## Toponymie
Le nom « Cabriès » vient de cabri qui signifie « chèvre » en provençal, d’où la chèvre rouge sur le blason, et probablement du monticule rocheux (le « Piton ») sur lequel est établi le village primitif, que seuls les troupeaux caprins peuvent aisément escalader. Noter que le piton voisin est celui de Bouc, Bouc-Bel-Air, sans rapport avec l'animal.

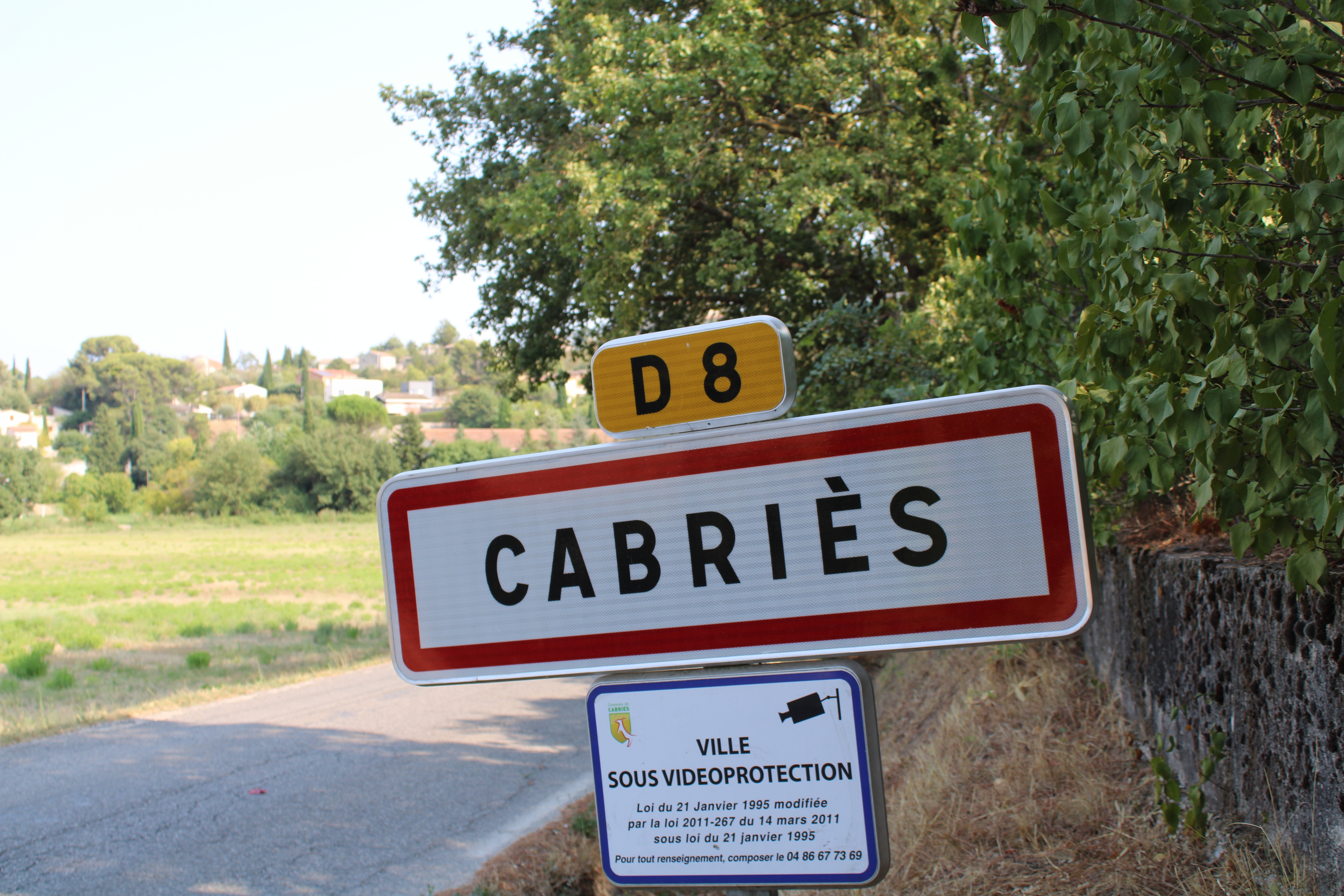
Entrée de la commune.

### Microtoponymie
Rue de la Baou : du provençal « bau » (prononcer ba-ou) , rocher escarpé, terme parfois extrapolé pour désigner une colline (provençal collo) ou une falaise.
Rue Saint-Éloi : Saint Éloi est le patron de nombre de paroisses de Provence ainsi que de multiples corporations touchant au métal et même à l'agriculture.
Rue de Saint-Roch : Saint Roch est le saint-patron des miséreux et causes perdues, il est souvent présent dans la toponymie provençale, notamment à cause des multiples épisodes de peste qui ont ravagé le pays et ou les habitants comme les seigneurs en appelaient à sa protection. À noter qu'on trouve aussi des toponymes « Saint-Roch » (en référence aux fonctions premières du saint patron) sur des lieux où il existait en général des hospices, des hôtels-Dieu et des maisons de repos tenues par des religieux. Ainsi, à Toulon (Var), un faubourg porte son nom en raison de l'hôpital (toujours existant mais désormais sous forme de d'hôpital privé laïc) et des maisons de retraite construits par des religieux à cet endroit (dont une seule existe toujours sur les trois précédemment existantes), autour desquels s'est bâti le faubourg.
Rue et chapelle Saint Raphaël, San Rafeu (Dieu guérit), invoqué aussi lors des grandes pestes. Saint patron de Cabriès, mais la fête votive civile est vers le 20 août, tandis que les calendriers le placent le 8 novembre en Orient et le 29 septembre en Occident et que la paroissiale l'honore en octobre. C'est Saint Raphaël guérisseur qui est honoré au travers de l'histoire de Tobi[pas clair] (Livre de Tobie12,1-7. 12-15. 18-20).
Route de Saint Martin : allusion à une chapelle et des bâtiments des premiers siècles, d'un hameau peut-être dont il ne reste pas de traces.
Rue de la porte Martin : ancienne porte du rempart. Probablement St Martin, comme le quartier du même nom.
Rue Lou Parape : le parapet (du rempart)
Le Verger : les cabanons de villégiatures des Marseillais ont remplacé les vergers au XIXe siècle. La Meunière couvrait tout l'ensemble.
Rue de Rans et chemin de Rans : ancien nom aujourd'hui disparu.
Les aires : aire de battage collectives encaladées pour les céréales
Reynardières : garennes à renard
Rue de la Fontaine, du puits vieux, du puits neuf : dénote l'importance  de l'eau.
Vallat : ruisseau. Toponyme passé du contenant (vallon) au contenu, ruisseau. Grand Vallat implique qu'il ne tarit pas.
Fontaube : source, fontaine (résurgence captée au lavoir puis canalisée dans un souterrain.
Impasse de la noria : présence d'un puits doté d'une noria (une noria est présente aussi chemin du moulinet)
Rue du Félibre (Calas) : défenseur de la langue provençale, Félibrige (Cabries) : association fondée par F. Mistral entre autres.
Chemin du Jas d'esquive : le jas est une bergerie
Le nom de la petite impasse à côté de la Pharmacie est l'invention des riverains qui ont aggloméré plusieurs patronymes et celui de la ruelle attenante est du même ordre (rue des milles boudieu).
On note deux chemins du tilleuls, proches, deux rues Mirabel (Yvan et Eugène), deux rues Saint Eloi confluentes, une rue du Félibre et une du Félibrige, deux branches pour le chemin des picateu.
Bois et pont de Jussieu : le Grand Vallat était autrefois désigné comme le vallat des Joussioux ou fossé des Juifs

## Histoire

### Préhistoire et Antiquité
La région est riche en traces d'occupations au néolithique : les collines voisines portent les traces de nombreux oppida et celui du Baou-Roux (Commune de Bouc Bel Air) protège le sud du territoire à moins de deux kilomètres. Occupé il y a déjà 6 000 ans, des fouilles y ont établi un peuplement relevant de la culture couronnienne, entre -3200 et -2500. Plan de campagne recèle plusieurs abris ayant livré des objets du néolithique.
Les celto-ligures établis au Baou Roux et sur Cabries font partie du peuple salyen dont la capitale est Entremont, au nord de l'actuelle Aix-en-Provence.

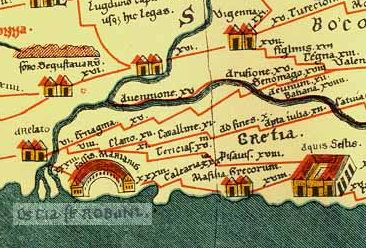
Détail de la Table de Peutinger. Noter Calcaria, au nord de Massillia Grecorum

L'antiquité voit les alliances se nouer entre Massillia et les romains qui finissent par annexer militairement la région en -124, rasant au passage nombre d'oppida. La période qui suit voit l'établissement de domaines agricoles romains comme en témoigne la villa de la Trebillane à Calas, sur une plaine fertile arrosée par le Grand Valat. Calas qui serait la Calcaria mentionnée sur la table de Peutinger (ci contre) et sur l'itinéraire d'Antonin.
Les premières mentions de cette villa datent de 1910 par l'abbé Chaillan qui parle de tessons et d'objets divers, ainsi que du nom du lieu : les" vestiges". Mais elle ne sera vraiment découverte qu'en 1960 par le colonel Monguilan lors de photographies aériennes. La villa apparait ainsi clairement sur la photo satellite actuelle de Géoportail. Elle aurait été active du Ier siècle av. J.-C. jusqu'au IIe siècle de notre ère.
En 1972, lors des travaux de construction de l’école voisine, un coup de pelleteuse fit jaillir un grand geyser de la source de Fontrouge : on découvrit des galeries souterraines qui pourraient dater de l’époque romaine. De même en 1996. Les impératifs de chantier n'ont pas permis de conserver de traces à l'époque. Différents sondages ont aussi permis de révéler des drains sur cette plaine marécageuse conduisant au Vallat ainsi que des tranchées agricoles sans que leur datation soit permise.
Plusieurs autres villae de moindre importance ont été décelées par les mêmes méthodes. Au clos des prieurs (échangeur RD9), à la Guérine (détruite lors de la construction du champ de course), au Petit Jardin, aux Patelle et à St Pierre au Pin (Saint Pierre, à côté de Lagremeuse, "Sancti Petri de alpino vel Pino”), qui pourrait être la mutatio (relais) de Calcaria. Saint Pierre dont la chapelle serait plus tard d'une fréquentation similaire à Notre Dame de la Salette. L'hypothèse d'un temple romain à cet endroit, longtemps soutenue, n'est plus d'actualité et la construction de la chapelle originelle, très ancienne, difficilement datable. Plan de campagne n'est pas en reste où des vestiges ont aussi été trouvés dont certains pourraient être en rapport avec la villa Nono, possible vestige de la neuvième borne milliaire, comme Septemes est celui de la septième sur la voie Marseille Aix. Elle serait alors supérieure en importance à toutes les autres.
Des vestiges de voie romaines auraient été observé en des temps anciens vers "la mère", ainsi que de possibles bornes miliaires en dessous et vers Lagremeuse. La RD543 est vraisemblablement une ancienne voie romaine, de façon quasi certaine entre Calas et Lagremeuse.
Toujours selon l'archéologue Dominique Berthout, le cimetière de Cabriès serait quant à lui paléochrétien voire antique.

### Haut Moyen Âge
La période de la fin du royaume wisigoth (Septimanie) et des invasions sarrasines est trouble et complexe et ne doit pas être traitée de façon manichéenne. Ainsi, la Septimanie, dernier vestige du royaume wisigoth en Gaule, est protégée des envahisseurs francs et de Clovis par ses alliés ostrogoths (siège d'Arles, 507- 508) qui prennent alors le contrôle de Marseille et de la Provence. Toute la région est alors chrétienne arienne (Ostrogoths, Wisigoths, Burgondes ), tandis que Clovis quitte la religion germanique pour devenir chrétien catholique (nicéen), différence que l'on retrouve plus tard sous le wali de Narbonne avec Pépin le Bref catholique : les un tolérants, l'autre restreignant la liberté de culte notamment pour les juifs et les ariens.
Les Ostrogoths cèdent la Provence aux Francs en 536. En 561, Cabriès fait partie du royaume d’Orléans 3ème pièce du royaume Franc, avec ceux de Reims et de Soissons.
En 613, le royaume est à nouveau réunifié par le roi de Neustrie Clotaire II. Marseille devient alors la capitale de la Provence ce qui donne lieu. à des luttes d'influence entre les évêques et  les patrices nommés par le pouvoir royal.
Les raids sarrasins menacent Arles et la Provence dès 725. Poitiers en 732 marque un tournant mais les massacres en représailles commis par les troupes de Charles Martel en Arles et Avignon puis Nîmes (monceaux de tête coupées) ainsi que la tolérance des arabes envers les juifs et les aryens très présents plus à l'ouest marquent les esprits. Le patrice Mauronte de Marseille appelle alors les Sarrasins à l'aide (vers 736) mais ils sont battus et le Mauronte acculé à Marseille. Cette période voit des raids meurtriers des troupes de Charles Martel sur Aix et la région. Abd el-Rhamân al-Rhâfiqi accueilli en allié contre ces barbares à Marseille et en Arles échoue devant les Baux. Cet épisode lie d'une certaine façon Cabriès à la légende de la Cabre d'or dont il serait le protagoniste. Les troupes de Charles Martel pillent Marseille. C'est la fin des alliances puisqu'ensuite la présence sarrasine ne sera que raids dans toute la région sans réelle implantation, en particulier lors de leur établissement dans la zone de Hyères, du Fraxinet et de St Tropez.

### Moyen Âge
Les premières mentions du nom de Cabriès figurent en 1098 pour ce qui concerne l'église (ecclesiam de Caprarium) dans le tabulaire des possessions de l'abbaye de Saint-Victor de Marseille, et en 1200 pour ce qui concerne le château (Castrum de Caprerio) dans la liste Pergam[réf. nécessaire]. On peut penser qu'une population (d'origine celto-Ligure, puis gallo-romaine) installée dans les plaines vint se réfugier sur les hauteurs, au cours du Haut Moyen Âge, période d'invasions sarrazines et barbares, autour du seigneur et à l'abri des remparts.
Longtemps le fief de Cabriès et celui de Trébillane (aujourd'hui Calas) furent rassemblés entre de mêmes mains seigneuriales : Raimond Bérenger V, maison des Porcellets, famille d'Agoult, famille des Vintimille. Bertrand Porcelet (alias Mison d'Agoult), viguier d'Aix (1335) et de Nice (1363), chevalier, fut seigneur de Cabriès. Il fut le père de Bertrand d'Agoult, seigneur de Cabriès.
La mort de la reine Jeanne Ire ouvre une crise de succession à la tête du comté de Provence, les villes de l’Union d'Aix (1382-1387) soutenant Charles de Duras contre Louis Ier d'Anjou. Le seigneur de Cabriès, Bertrand d’Agout, soutient le duc d’Anjou dès mars 1382, ce soutien étant conditionné à la participation du duc à l’expédition de secours à la reine.
Le nom "justice" figurant sur les collines au-dessus du moulin neuf sur les cartes de Cassini laisse à penser que c'était là le lieu d'exécution des sentences, l'endroit des gibets.

### Carte de Cassini
|  |  |

La carte de Cassini montre qu'au XVIIIe siècle, Cabriès  est une paroisse qui comporte une église, un château et une chapelle.
Au nord, Trébillane est également une paroisse située sur le chemin qui mène à Saint-Pons, qui comprend le château et la chapelle de Trébillane et le village de Calas avec son église, son château et sa chapelle.

De nombreuses bastides, représentées sur le terroir du village, montrent qu'autrefois, c'est l'agriculture (surtout la culture de la vigne) qui faisait vivre les habitants. Certaines portaient probablement le nom de leur propriétaire : Pélissier, Violet, Besson, Bourely, Boulard. Nicolas. Les noms de quelques-unes perdurent encore de jours : Guérin (Domaine de Guérin), Arboix (Ferme des Plaines d'Arboix), Florens (Florens), Saint-Martin (Rue de Saint-martin), Milane (Milane). La plupart de ces bastides ont été dévorées par l'urbanisation galopante puisque la population de la commune a été multipliée par dix en deux siècles (de 976 hab. en 1793 à près de 10 000 actuellement).

### Temps modernes
C'est en 1708 que les deux seigneuries tombent dans des mains différentes, lorsque la famille de Cipriani de Cabriès vend au sieur Boyer, notable de Marseille, le fief de Trébillane. Les derniers seigneurs de Cabriès seront la famille Maurellet de la Roquette, dont l'un des descendants, Gaspard-Louis, finira au bout d'une corde, sur le cours Mirabeau, pendant la Révolution française.
Quant à la seigneurie de Trébillane, la Révolution épargnera son titulaire, Louis Balthazar Dauphin. Louise Garavaque, sa descendante, sera à l'origine de l'aménagement du hameau de Calas, qui prendra désormais ce nom à partir de 1859. Le hameau originel est une sorte de cité ouvrière avec un plan et un type de maison répété, bâtie autour de l'église pour les ouvriers agricoles dépendant du domaine à la même époque  .
Voilà pourquoi dans cette commune, il existe deux églises, deux fêtes votives.
En 1854, un camp militaire (le camp du Midi) s'installa sur le plateau de l'Arbois qui verra transiter 43 000 hommes initialement en partance pour l'Afrique mais que les évènements détourneront vers Sébastopol, préfigurant ainsi l'épisode suivant.

### Époque contemporaine
Lors de la Seconde Guerre mondiale, en août 1944, peu après le débarquement de Provence, l'état-major américain (USFET), a établi un camp de transit pour la répartition des troupes en Europe et le redéploiement vers la zone Asie sur le plateau de l'Arbois (partie nord-ouest de la commune), à cheval sur les communes environnantes. Projeté par le commandement de la Delta Base (zone Sud de la France) dès le débarquement de Provence, il est mis en place et accueille régiments et bataillons américains dès septembre 1944 pour fermer en janvier 1946. Il a accueilli plus de 2 millions de GIs en transit, avec des pics à plus 100 000 personnes en comptant le camp de prisonniers allemands dans sa partie sud. On estime que la plupart des soldats ne restaient qu'une quinzaine de jours et que près de 5 000 personnes pouvaient intégrer ou quitter ce camp chaque jour.
En 1953, le premier tronçon autoroutier du nord de Marseille est réalisé : Septèmes - Bouc-Bel-Air. Il traverse la pointe sud de la commune au niveau de Plan de Campagne, au sud d'un système de collines protégeant le village. Ce secteur ne tardera pas à devenir une des plus importantes zones commerciales de France, à cheval sur Cabriès et Les Pennes-Mirabeau, sous la férule d'Émile Barneoud. Ce résident de Septèmes était passé par l'Afrique et les États-Unis d'où il avait ramené cette idée, qui mit cependant nombre d'années avant de devenir ce temple de la consommation vers où convergent le week-end des files interrompues de voitures qui contraste singulièrement avec le vieux village sur son piton.

### Administration municipale

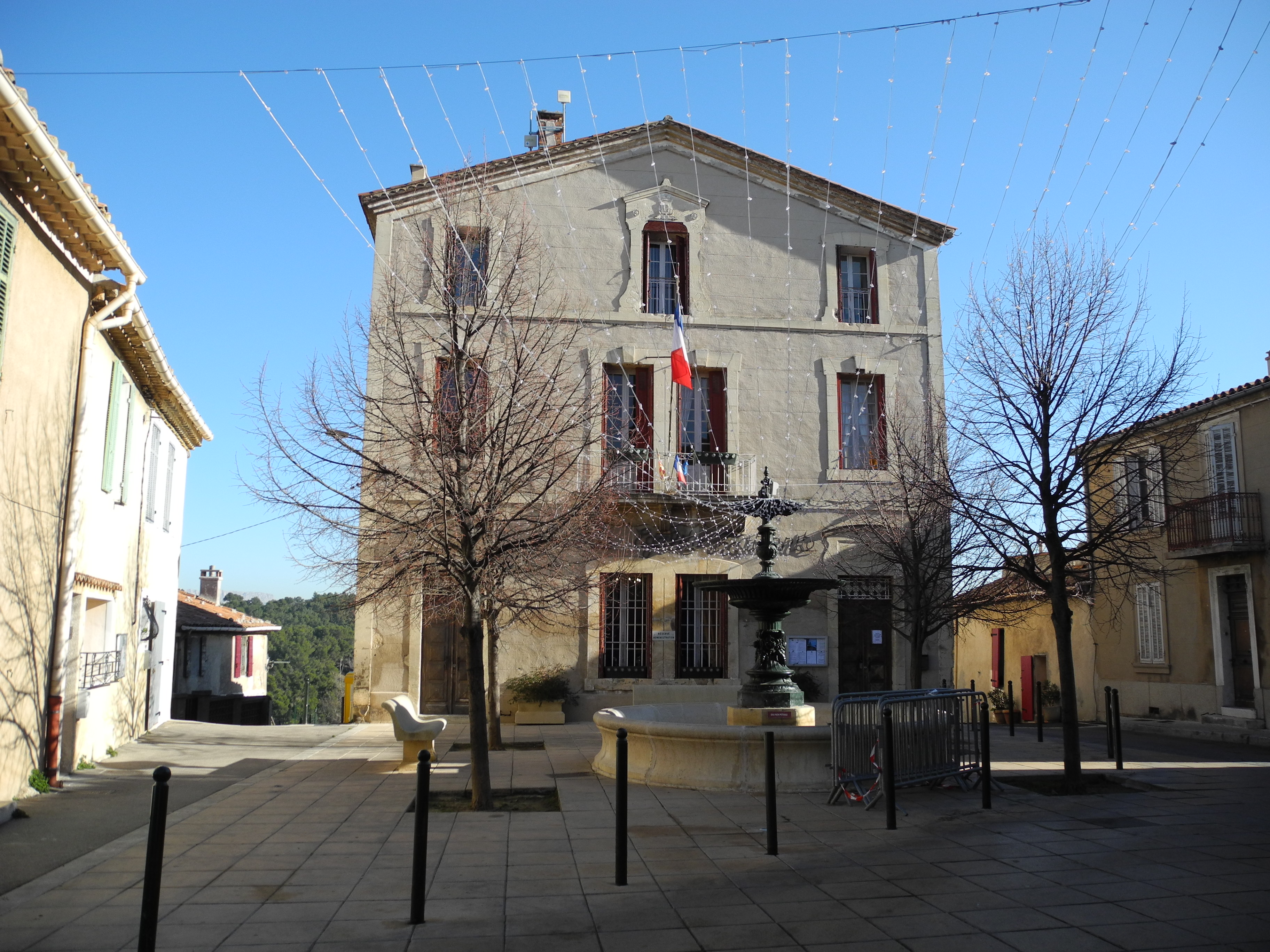
La mairie de Cabriès.

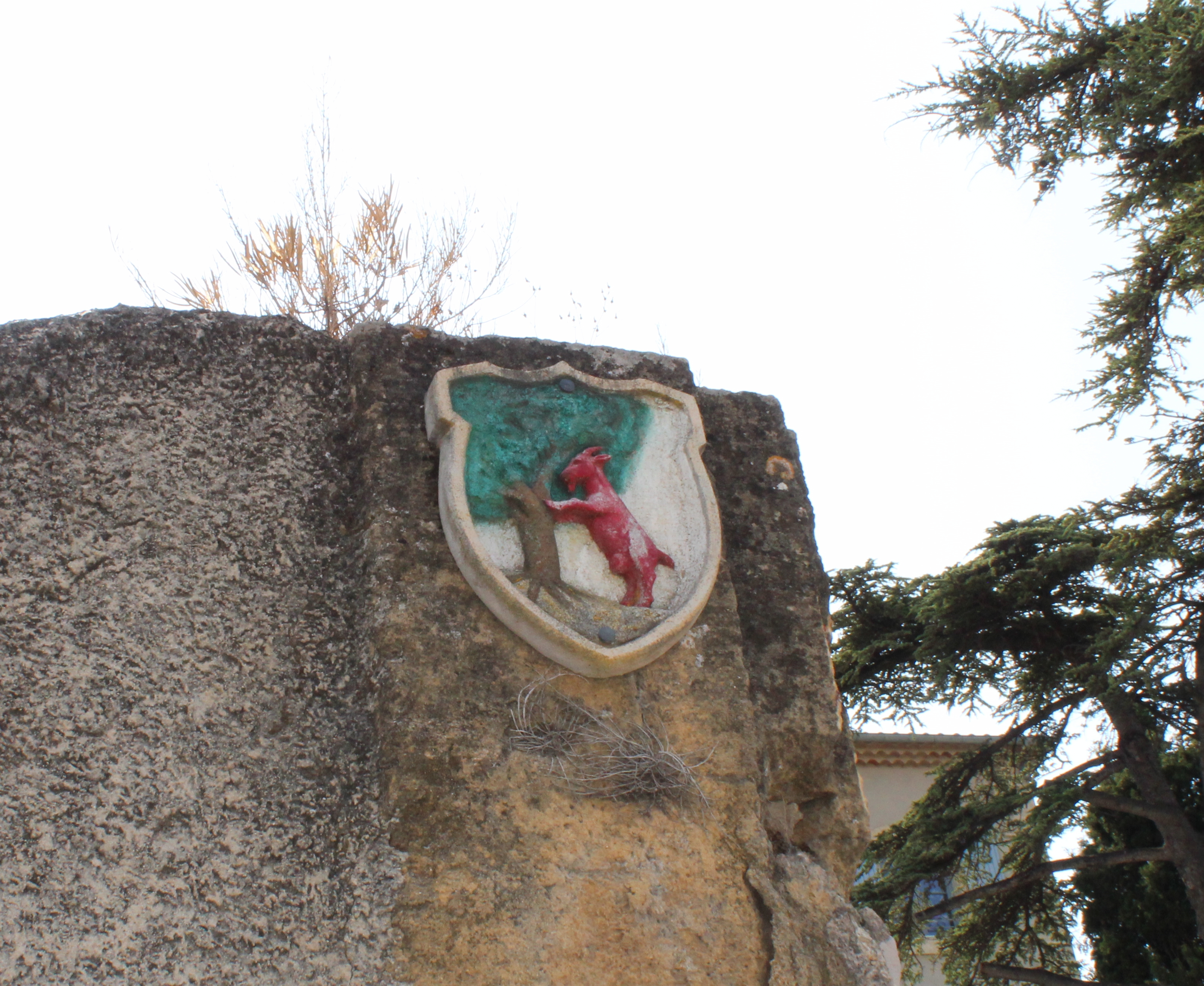
Blason de Cabriès sur les remparts.

## Politique et administration

### Tendances politiques et résultats
| Scrutin             | Scrutin             | 1er tour | 1er tour  | 1er tour | 1er tour | 1er tour  | 1er tour | 1er tour | 1er tour  | 1er tour | 1er tour | 1er tour | 1er tour | 2d tour | 2d tour | 2d tour | 2d tour | 2d tour | 2d tour |
| Scrutin             | Scrutin             | 1er      | 1er       | %        | 2e       | 2e        | %        | 3e       | 3e        | %        | 4e       | 4e       | %        | 1er     | 1er     | %       | 2e      | 2e      | %       |
| ------------------- | ------------------- | -------- | --------- | -------- | -------- | --------- | -------- | -------- | --------- | -------- | -------- | -------- | -------- | ------- | ------- | ------- | ------- | ------- | ------- |
| Présidentielle 2012 | Présidentielle 2012 |          | LR        | 38,77    |          | FN        | 18,94    |          | PS        | 18,81    |          | PG       | 9,66     |         | LR      | 63,51   |         | PS      | 36,49   |
| Présidentielle 2017 | Présidentielle 2017 |          | LR        | 30,15    |          | EM        | 24,28    |          | FN        | 20,83    |          | LFI      | 14,35    |         | EM      | 64,30   |         | FN      | 35,70   |
| Présidentielle 2022 | Présidentielle 2022 |          | LREM      | 32,97    |          | RN        | 23,10    |          | LFI       | 12,93    |          | REC      | 12,32    |         | LREM    | 57,82   |         | RN      | 42,18   |
| Législatives 2022   | 11e                 |          | MoDem-Ens | 31,91    |          | RN        | 23,12    |          | G·s-Nupes | 16,76    |          | UDI      | 10,08    |         | MoDem   | 59,60   |         | RN      | 40,40   |
| Législatives 2024   | 11e                 |          | RN        | 40,46    |          | MoDem-Ens | 32,42    |          | PS-NFP    | 19,31    |          | LR       | 4,45     |         | RN      | 53,85   |         | PS      | 46,15   |

### Liste des maires
| Période                                  | Période      | Identité             | Étiquette   | Qualité                                                       |
| ---------------------------------------- | ------------ | -------------------- | ----------- | ------------------------------------------------------------- |
| 1953                                     | 1993         | Raymond Martin       |             |                                                               |
| 1993                                     | mars 1995    | Marcel Matteoda      |             |                                                               |
| 1995                                     | mars 2001    | Pierre Charpin       | SE          |                                                               |
| mars 2001                                | mars 2008    | Hervé Fabre-Aubrespy | MPF         | Conseiller d'État                                             |
| mars 2008                                | mars 2014    | Richard Martin       | SE          |                                                               |
| mars 2014                                | juillet 2020 | Hervé Fabre-Aubrespy | UMP puis LR | Vice-président de la communauté d'agglomération du pays d'Aix |
| juillet 2020                             | En cours     | Amapola Ventron      | GÉ          | Chef d'entreprise                                             |
| Les données manquantes sont à compléter. |              |                      |             |                                                               |

### Intercommunalité
Cabriès fait partie de la communauté d'agglomération du pays d'Aix, qui regroupe 34 communes.

### Jumelages
| Cabriès Vilassar de Mar |

- Vilassar de Mar   (Espagne) depuis 2004[38].

## Population et société

### Démographie
L'évolution du nombre d'habitants est connue à travers les recensements de la population effectués dans la commune depuis 1793. Pour les communes de moins de 10 000 habitants, une enquête de recensement portant sur toute la population est réalisée tous les cinq ans, les populations de référence des années intermédiaires étant quant à elles estimées par interpolation ou extrapolation. Pour la commune, le premier recensement exhaustif entrant dans le cadre du nouveau dispositif a été réalisé en 2004.

En 2022, la commune comptait 10 143 habitants, en évolution de +4,48 % par rapport à 2016 (Bouches-du-Rhône : +2,48 %, France hors Mayotte : +2,11 %).
| 1793 | 1800 | 1806 | 1821 | 1831  | 1836  | 1841 | 1846  | 1851  |
| ---- | ---- | ---- | ---- | ----- | ----- | ---- | ----- | ----- |
| 976  | 988  | 965  | 991  | 1 058 | 1 062 | 992  | 1 051 | 1 038 |

| 1856  | 1861  | 1866 | 1872 | 1876 | 1881 | 1886 | 1891 | 1896 |
| ----- | ----- | ---- | ---- | ---- | ---- | ---- | ---- | ---- |
| 1 000 | 1 059 | 921  | 925  | 965  | 951  | 887  | 871  | 911  |

| 1901 | 1906 | 1911 | 1921 | 1926 | 1931 | 1936 | 1946 | 1954  |
| ---- | ---- | ---- | ---- | ---- | ---- | ---- | ---- | ----- |
| 903  | 892  | 808  | 810  | 839  | 825  | 846  | 884  | 1 343 |

| 1962  | 1968  | 1975  | 1982  | 1990  | 1999  | 2004  | 2006  | 2009  |
| ----- | ----- | ----- | ----- | ----- | ----- | ----- | ----- | ----- |
| 1 614 | 2 109 | 3 328 | 6 120 | 7 720 | 7 890 | 8 073 | 8 362 | 8 059 |

| 2014  | 2019  | 2022   | - | - | - | - | - | - |
| ----- | ----- | ------ | - | - | - | - | - | - |
| 9 492 | 9 918 | 10 143 | - | - | - | - | - | - |

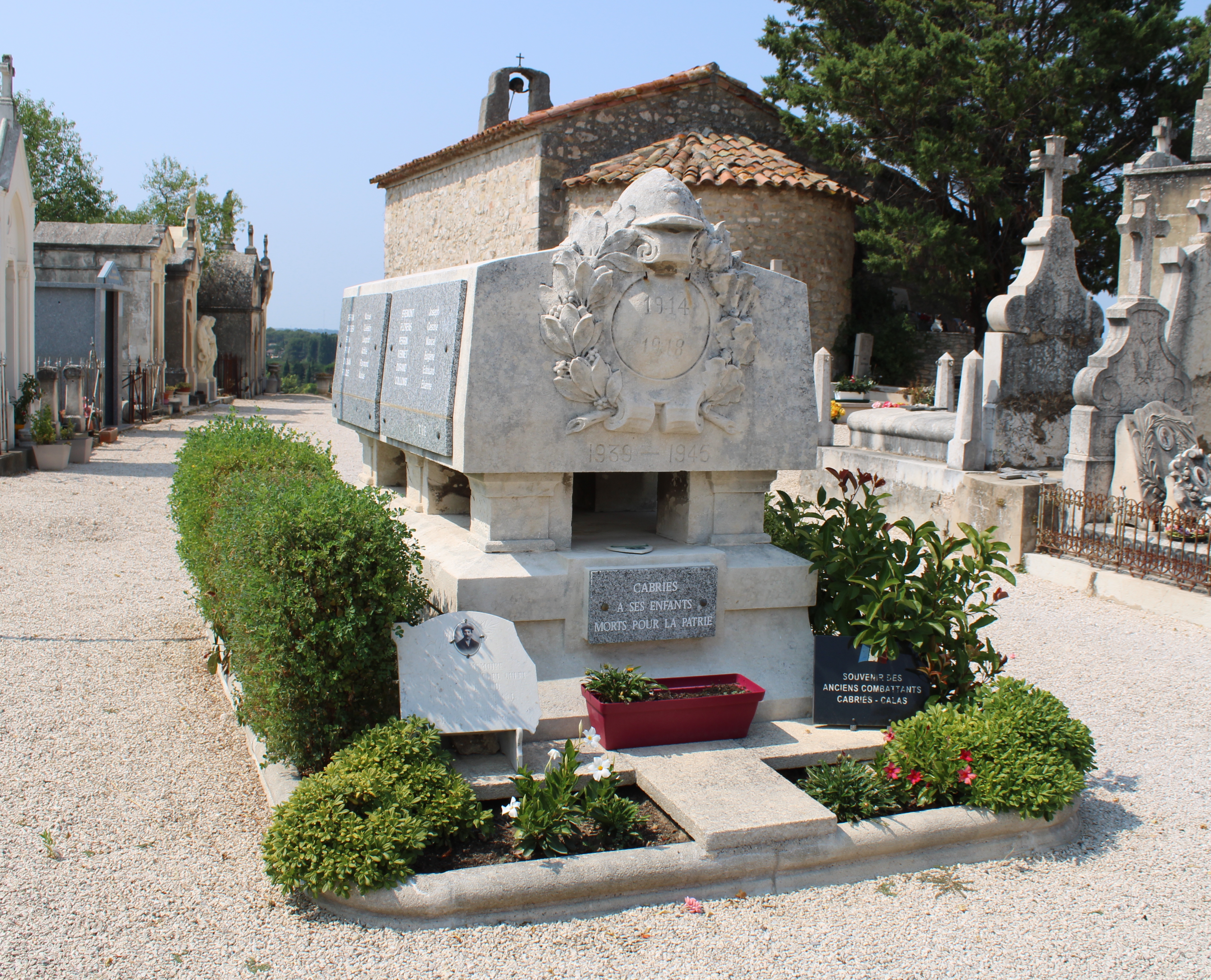
Le monument aux morts.

Le forte progression constatée depuis les années 1960 s'explique par la proximité des deux agglomérations de Marseille et Aix-en-Provence, chacune à moins de 20 kilomètres de Cabriès. L'extension a porté principalement sur le hameau de Calas, au centre géographique de la commune, qui s'est largement étendu sous forme de lotissements de villas, et notamment le domaine de Calas. L'établissement en 2001 d'une gare TGV en bordure de la commune a relancé l'accroissement de la population communale.

### Manifestations culturelles et festivités
Bénédiction des chevaux: weekend pascal.

## Économie
Jusqu'au milieu du siècle dernier, l'activité de Cabriès tournait autour de l'agriculture, essentiellement la viticulture comme en témoigne le bâtiment de la coopérative. Aujourd'hui, toutes les vignes ou presque ont été arrachées à la suite des différentes crises et ne subsistent qu'une production céréalière sur quelques plaines et quelques champs de fauche exploités par des agriculteurs venant de communes parfois éloignées. L'épisode des fermes de l'Arbois a très vite été clos. Une bonne partie des terres cultivables a ensuite été victime de la pression immobilière. Le cheval avec plusieurs centres équestres et surtout l'école nationale des courses hippiques (AFASEC) demeure de fait le seul véritable élément agricole de Cabriès.
L'essentiel de l'économie de la commune est commerciale et basée au Plan de Campagne dont seule la partie nord-est est sur la commune. D'autres entreprises ont leurs locaux de part et d'autre de l'autoroute, avant le hameau du verger. Le reste des activités dont quelques commerces, épicerie, boulangerie, pharmacie etc. est disséminé, en particulier auprès du piton (centre village) et à Calas.

La gare de Cabries sur la ligne TER Gap Marseille, désaffectée, n'est pas sur le territoire. Une nouvelle gare est en projet, qui devrait desservir le Plan de Campagne, mais elle aussi à quelques centaines de mètres en dehors du territoire.

## Culture et patrimoine

### Lieux et monuments
- Le vieux village sur son piton.
- Le hameau de Calas : autour de son église Notre-Dame-de-l'Assomption de Calas, la chapelle Notre-Dame-de-la-Salette et le château de Trébillane ou Oustaou per touti (maison pour tous).
- L’église Sainte-Marie-de-la-Nativité. L'édifice a été inscrit au titre des monuments historiques en 2012[43].
- La chapelle Saint-Raphaël dédiée à l’archange Raphaël, protecteur de la commune. Située au centre du « Cimetière Vieux » de Cabriès, au Nord du Piton, elle est la plus ancienne église du village (Xe siècle)[44].
- Le réservoir du Réaltor, sur le canal de Marseille.
- La gare d'Aix-en-Provence TGV (pour moitié sur la commune).
- La zone commerciale de Plan de Campagne, la plus grande de France (pour un tiers de sa surface sur le territoire de la commune, les deux autres tiers sur Les Pennes-Mirabeau).
- Le château de Cabriès abrite une exposition permanente des œuvres du peintre Edgar Mélik et l'ensemble des vestiges gallo-romains découverts sur la commune.

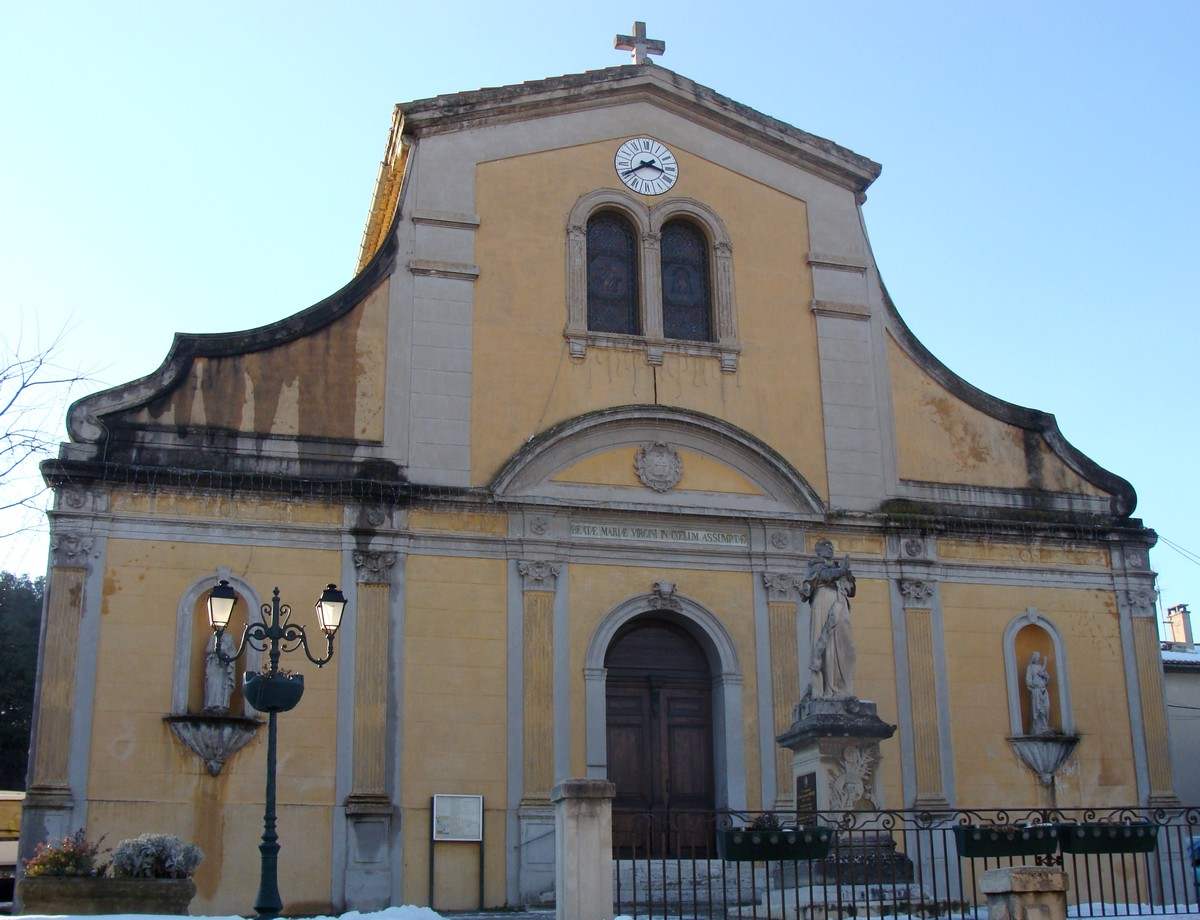
L'église Notre-Dame-de-l'Assomption de Calas et le monument à saint Laurent Imbert.
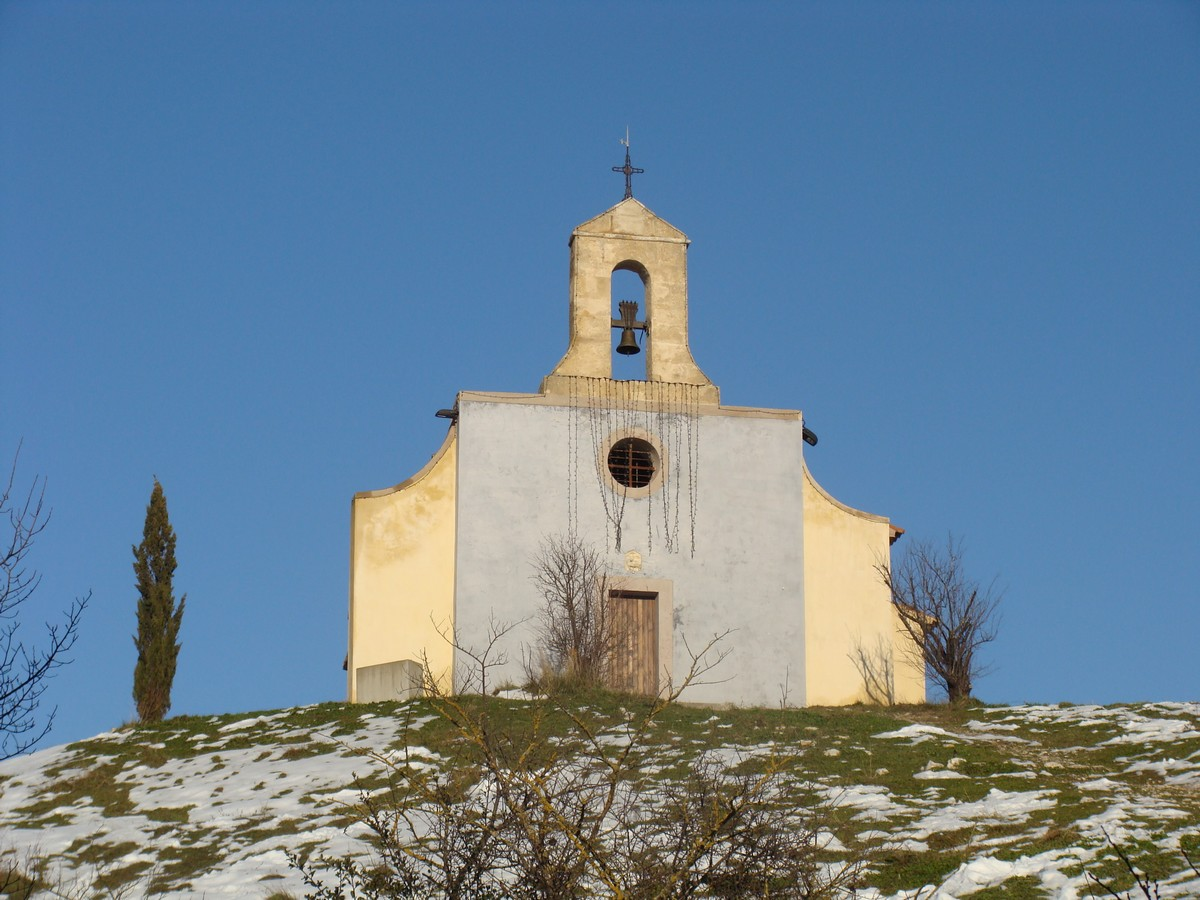
La chapelle Notre-Dame-de-la-Salette de Calas sur sa colline.
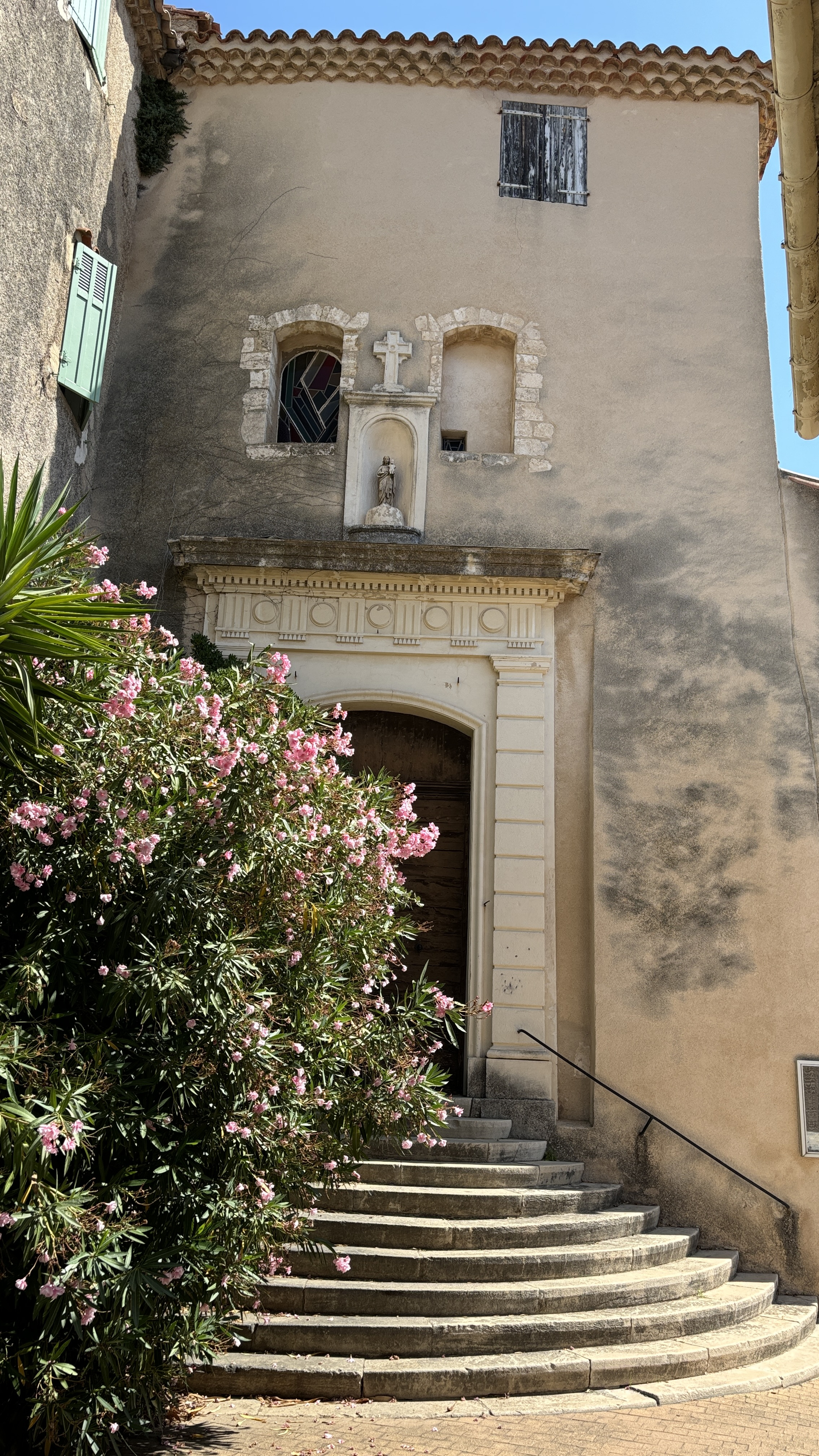
Église Sainte-Marie-de-la-Nativité.
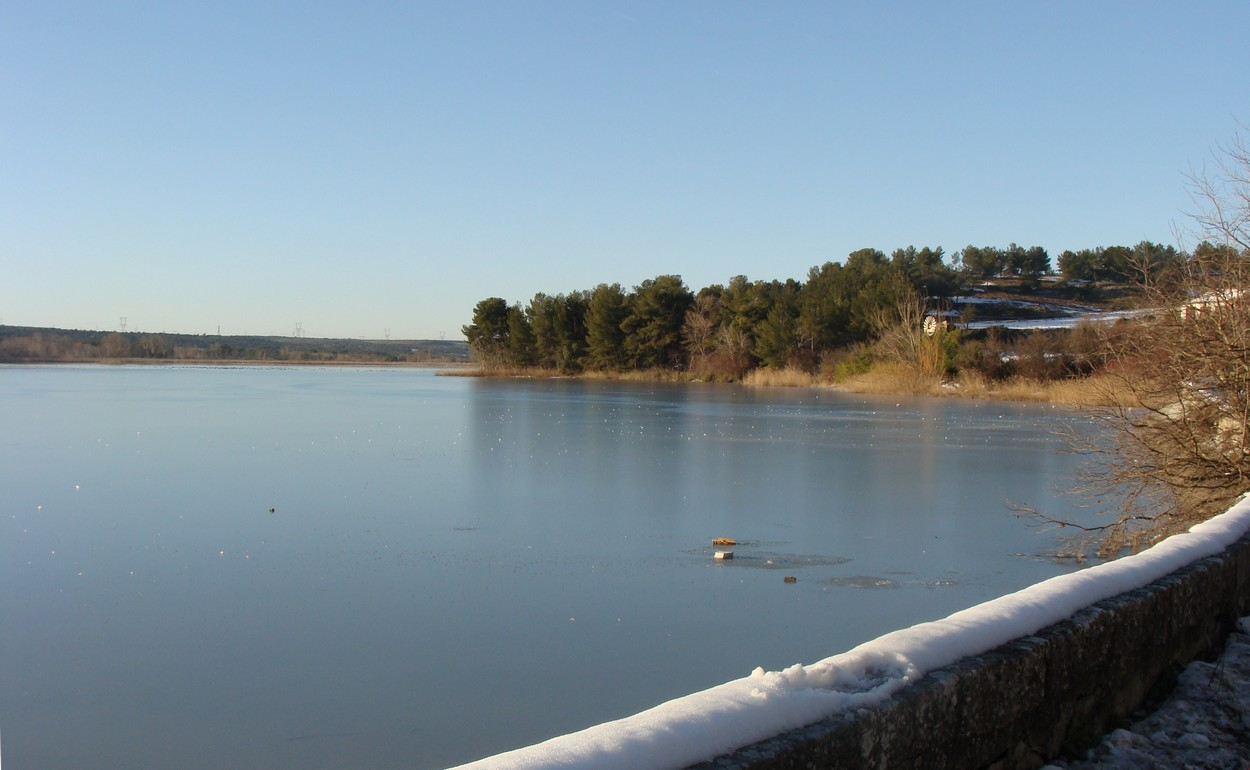
Le réservoir de Réaltor, vue partielle côté Calas.

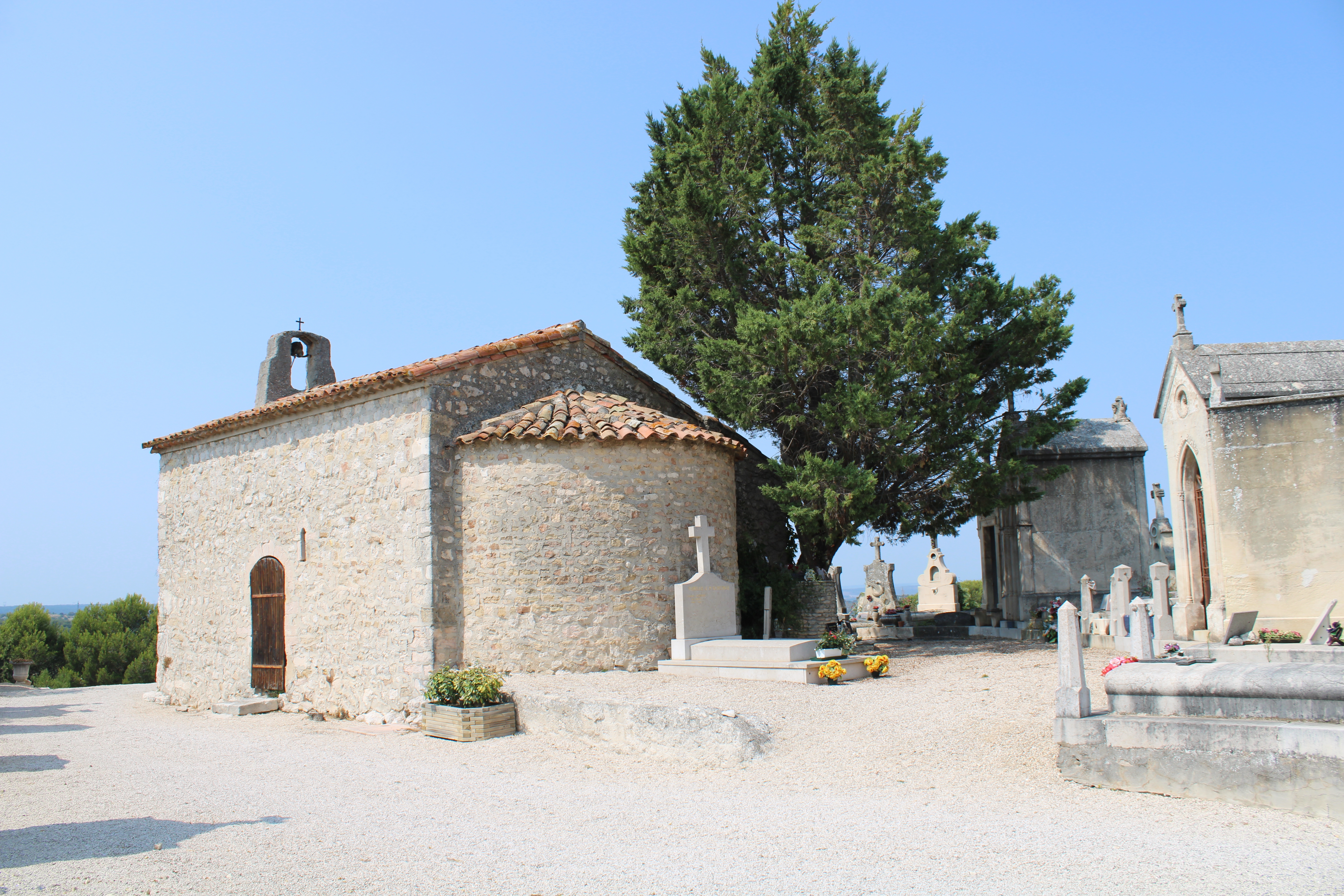
La chapelle du cimetière, dédiée à saint Raphael (San Rafeu).
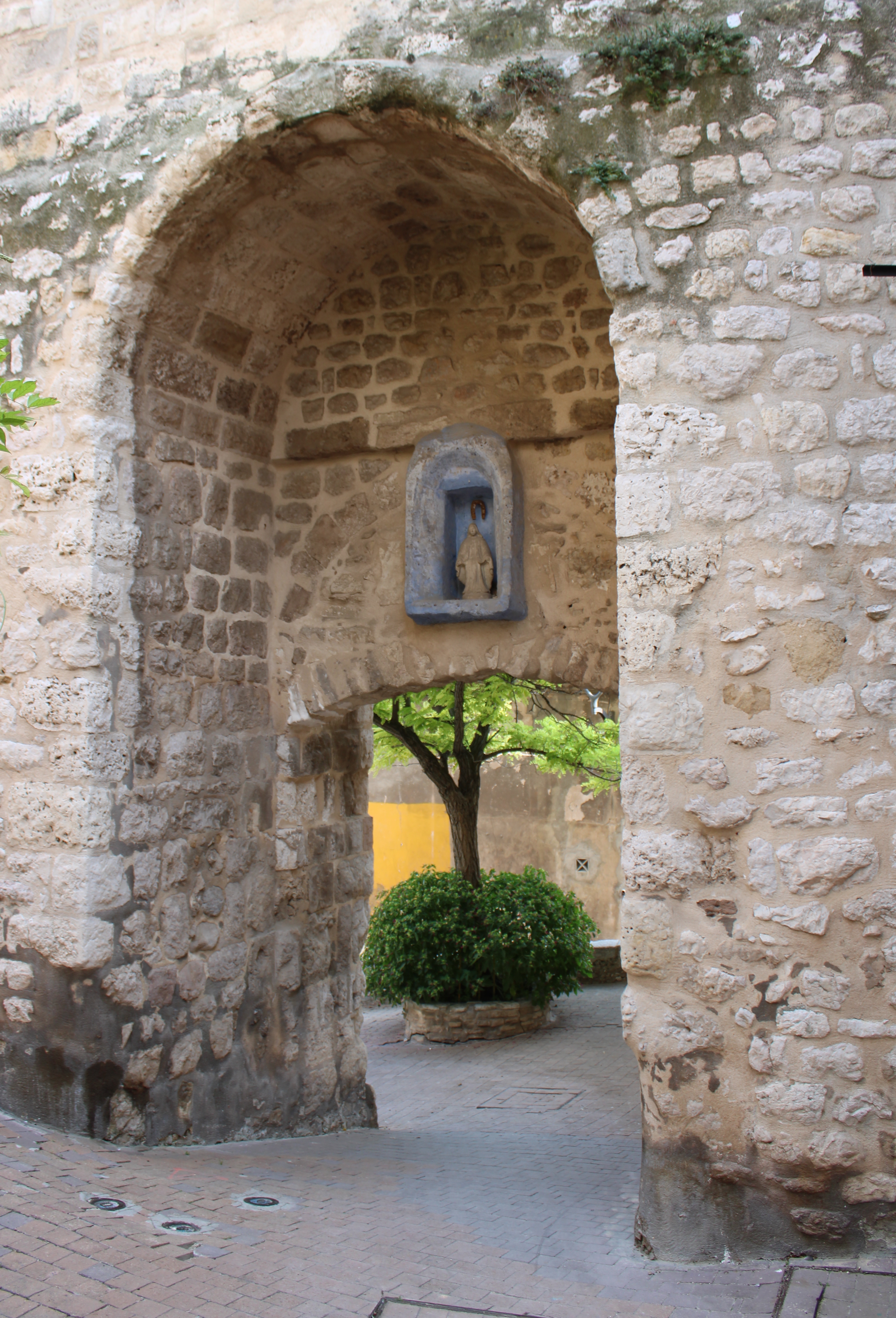
La porte de sortie du village fortifié.
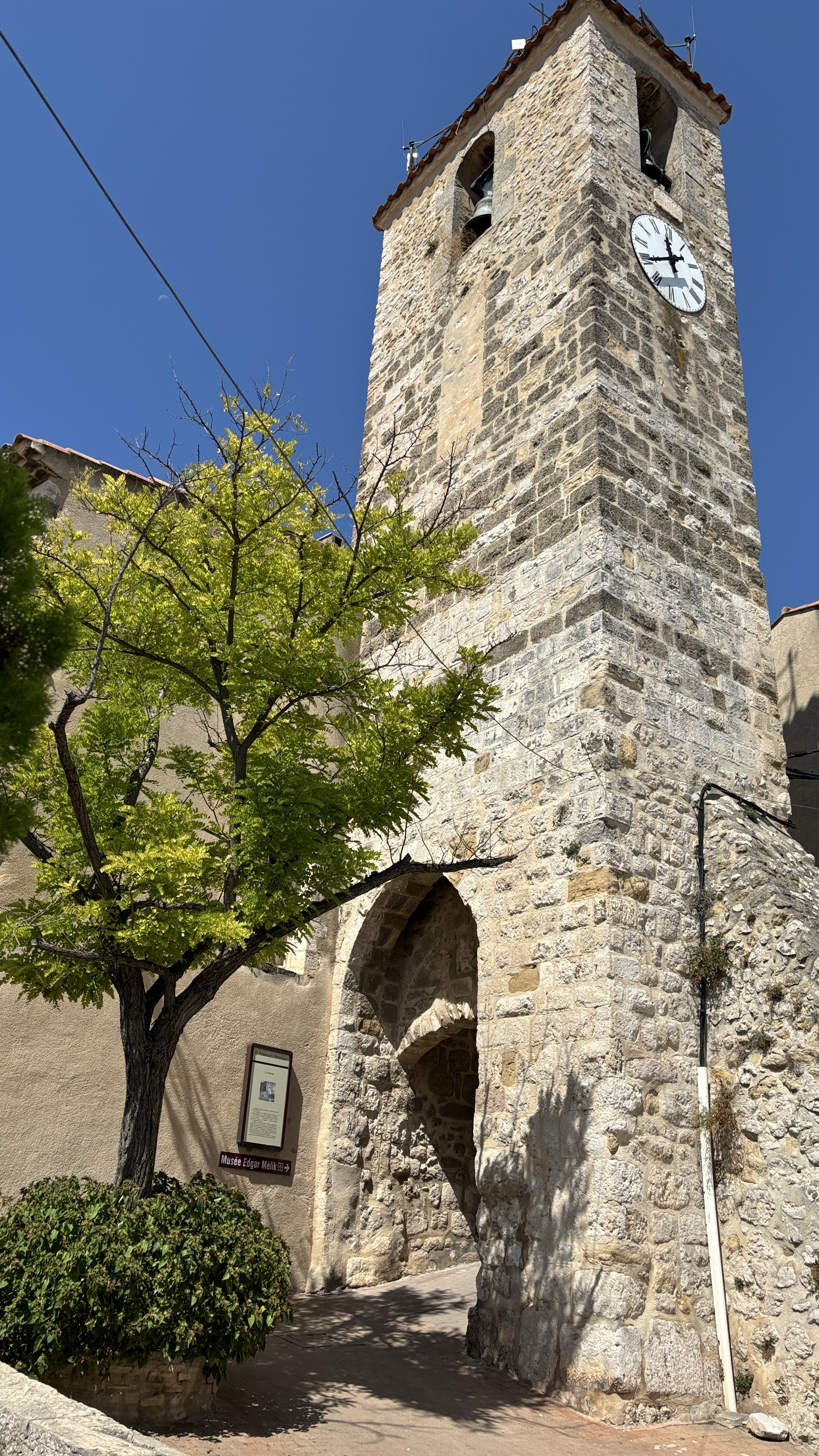
La tour de la porte-clocher.
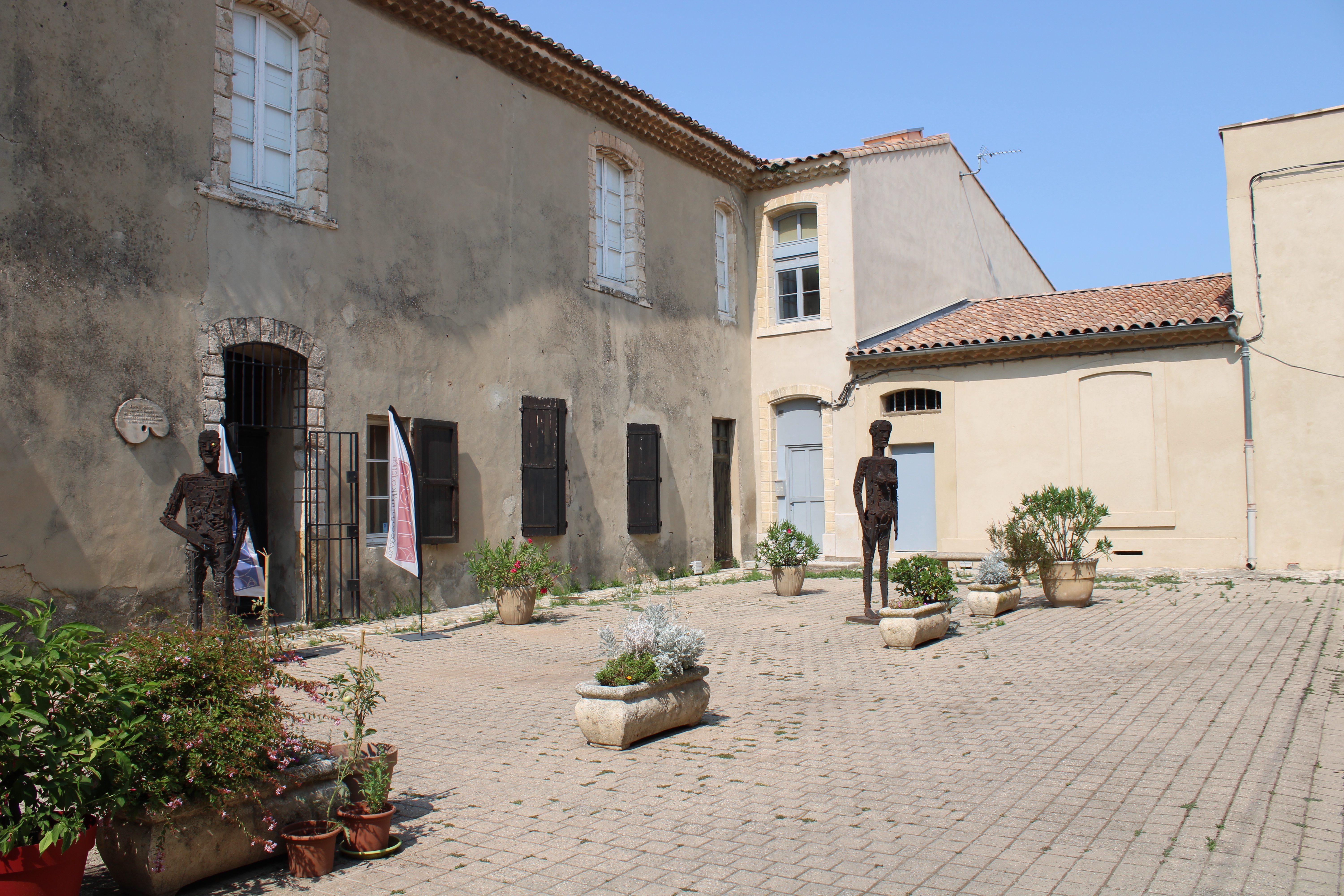
La cour du château.
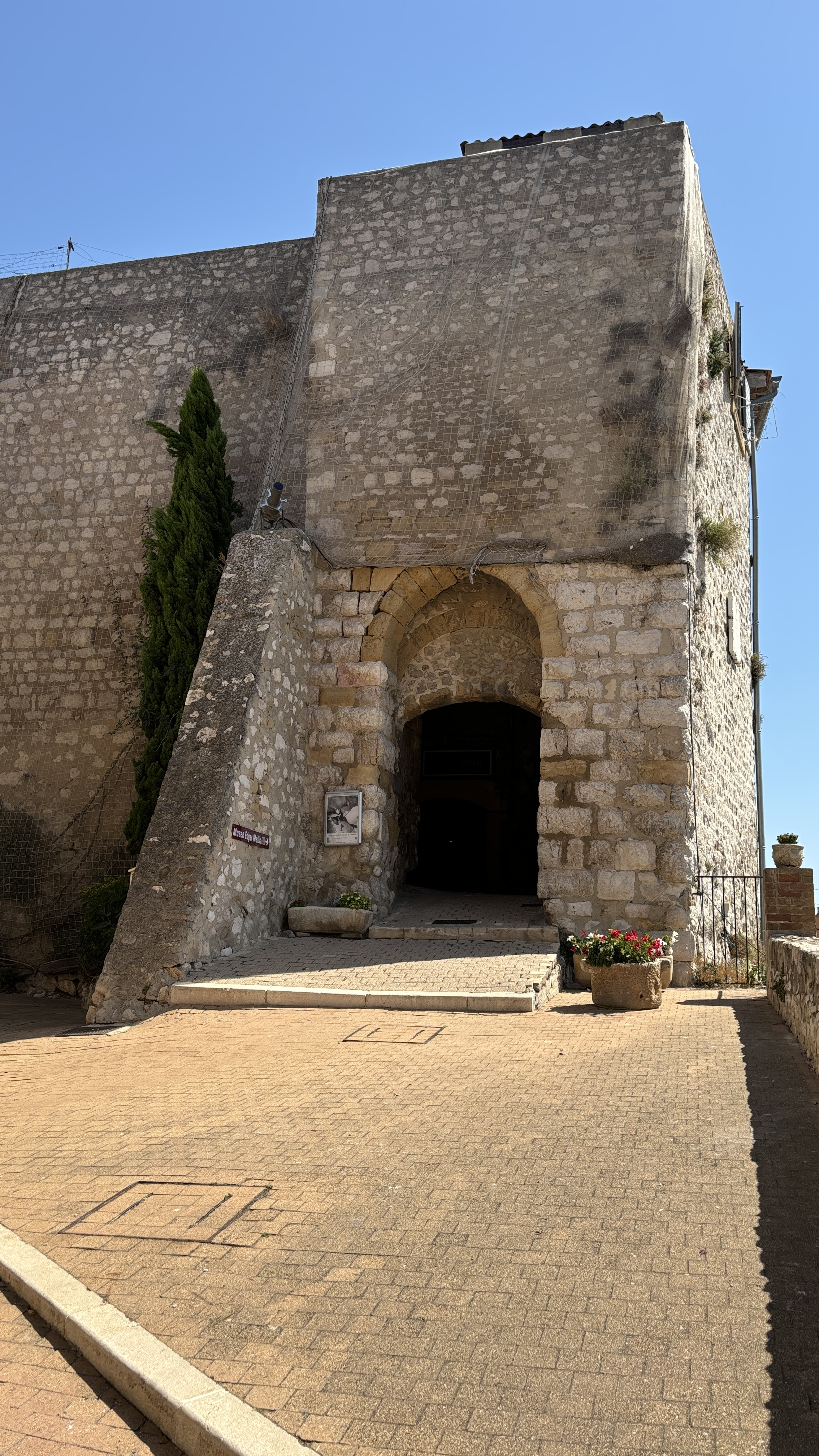
Entrée du musée Edgar Melik.
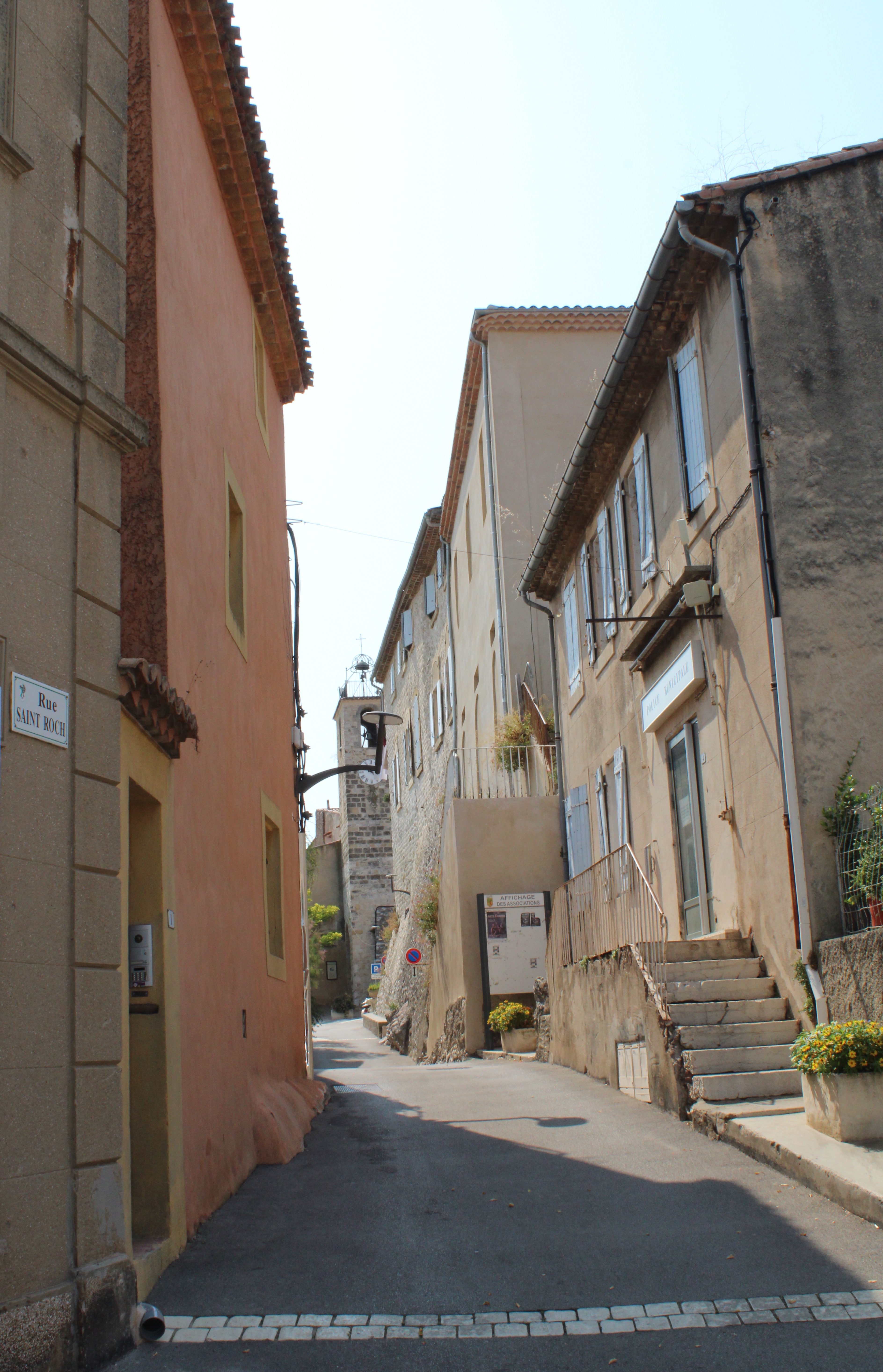
Ruelle au pied des remparts.
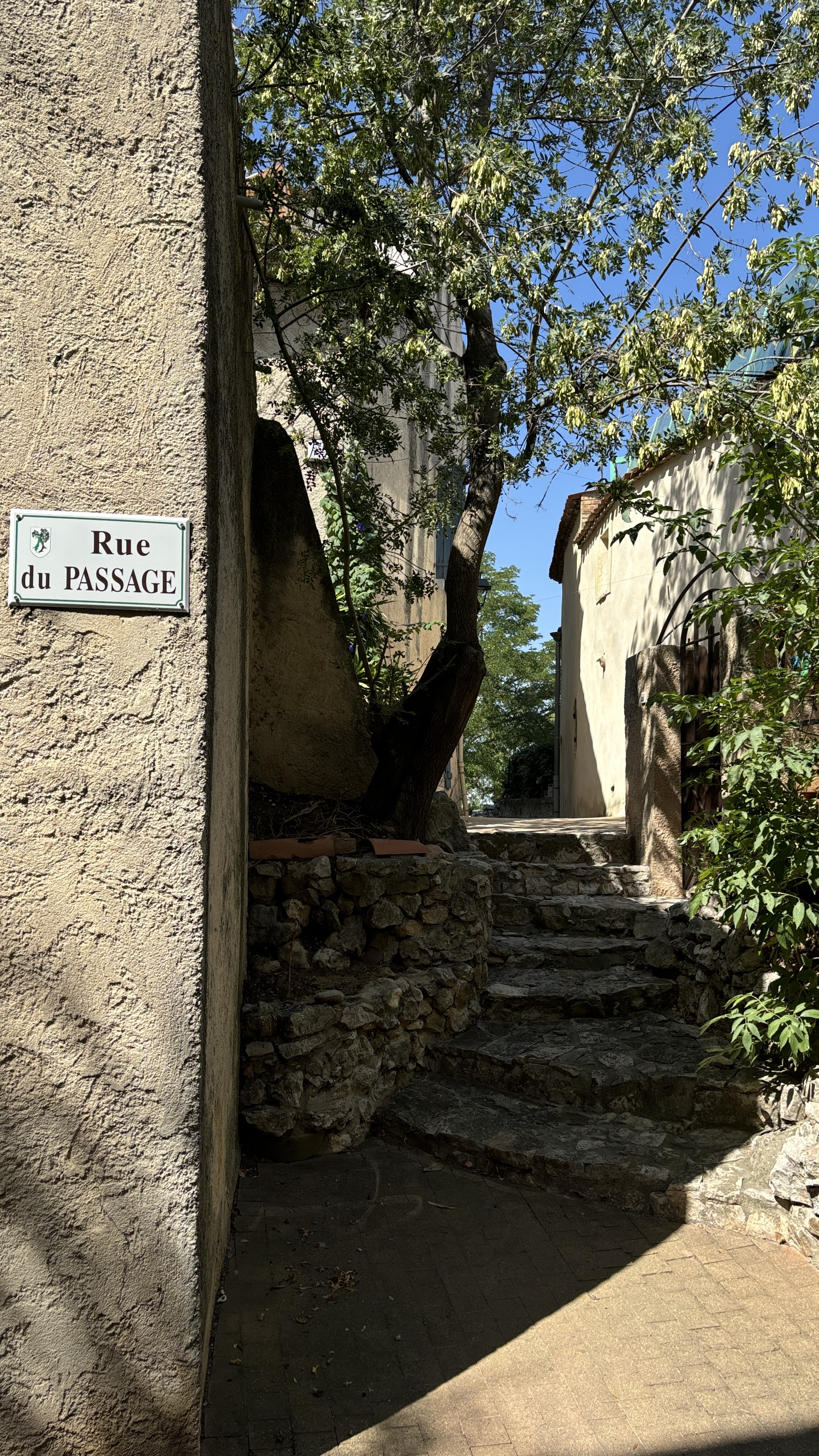
Ruelle du village.
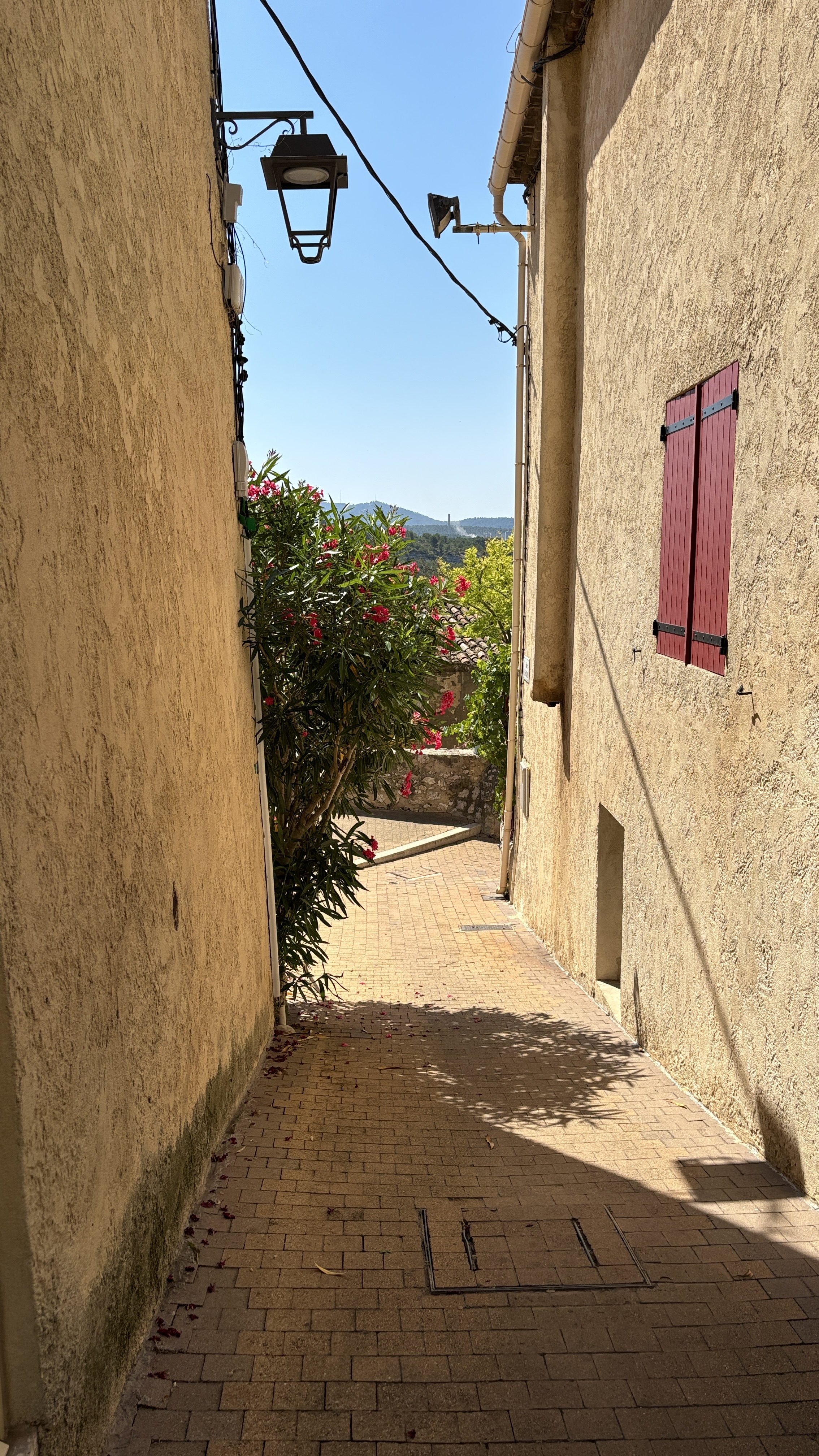
Ruelle du village.

### Personnalités liées à la commune
- Saint Laurent Imbert (1796-1839) : fils de pauvres paysans établis sur le domaine particulièrement aride de Labory au-dessus du Réalltort, aujourd’hui en ruines, apprend à lire grâce à des voisins, se fait remarquer par des gens aisés qui paient ses études jusqu'au séminaire dont il sort en avance. Il est obligé d'attendre avant d'être ordonné prêtre sur dérogation. Il part pour l'Asie où il devient le 1er évêque de Corée. Lors des persécutions, il se rend aux autorités pour être torturé et exécuté, pensant ainsi éviter à la communauté davantage de sévices, en vain. Trois autres prêtres subissent le même traitement.
Un monument à sa mémoire a été érigé devant l'église de Calas, œuvre du sculpteur aixois Hyppolyte Ferrat, prix de Rome. Il est béatifié le 5 juillet 1925 à Rome par le pape Pie XI, puis canonisé le 6 mai 1984 par le pape Jean-Paul II à Séoul (saint martyr, avec ses  compagnons)[45]. L'année 2019 a vu le passage au village de Calas d'un pèlerinage de chrétiens coréens marchant sur les pas de leur 1er évêque.
- Edgar Mélik, peintre : il a vécu au château de Cabriès et en a orné les murs, donnant naissance à son musée.
- Jo Rey : le prêtre à l'origine de la bénédiction des chevaux le lundi de Pâques.

### Patrimoine naturel
Les barres rocheuses surplombant le village figurent sur nombre de vues du village et ont été amplement reproduites par Antoine Durand (illustrations de la Notice sur Cabries du chanoine A. Pascal). Ce livre datant de 1897 montre une campagne moins boisée qui découvre ces magnifiques barres rocheuses ainsi que les deux cascades, celle du Couladou, et celle de la route de Rans, les « trois fromages » qui sont des rochers superposés, ainsi que les vestiges encore bien conservés d'une voie romaine.

### Légende
La légende de la cabre d'or est un thème courant dans toute la région mais on la trouve jusque dans les Ardennes. La chèvre est un animal important dans l'économie des temps anciens et trouve donc naturellement sa place dans les mythes et légendes. Mais en ce qui concerne Cabriès, elle est d'introduction récente et semble non fondée. Elle se réfère principalement à la légende liée à l'oppidum de Constantine au nord de l'étang de Berre et à ses gouffres, liés à des pratiques religieuses (téménos et puits d'offrandes).

### Traditions
- La messe votive de la Saint Raphaël donne encore lieu en 2024 à une procession partant du cimetière et de la chapelle Saint Raphaël et se dirigeant vers l'église paroissiale, procession à l'occasion de laquelle est chanté le "San Rafeu" :

San Raféu, que Dièu a douna per patroun d’aqueste countrado,
Que per vouestre secous, siegue toujours préservado doù malur
E subretout doù pecca, doù malur e subretout doù pecca. bis
- La fête votive "profane" se déroule fin Aout sur la plaine de Calas avec force de manèges et autres attractions.
- La bénédiction des chevaux est détaillée dans l'article "Calas"
- Le trail des 6 collines qui en est à sa 18 ème édition (20/3/2024) est en passe de devenir une tradition, de même que le concours d’aïoli.
- Battages sur l'aire et vendanges ont eux complètement disparu.

### Héraldique
| Blason de Cabriès | Blason  | D'or à un chêne de sinople, et une chèvre de gueules, rampante contre le pied de l'arbre. |
| Blason de Cabriès | Détails | Armes parlantes. (chèvre /cabri) Blason utilisé comme logotype par la commune.            |

## Photos
|  |  |